# Свикке, Янис Мартынович
Янис Мартынович Свикке (латыш. Jānis Svikke (Sviķis); 1885, Вецумниеки — 1976, Рига) — латышский большевик, участник расстрела царской семьи в Ипатьевском доме в Екатеринбурге в ночь с 16 на 17 июля 1918 года.

## Биография
Ян Мартынович Свикке (Свикис) родился в 1885 году на хуторе Свики (местечко Вецумниеки), в Бауском уезде Курляндской губернии, в бедной крестьянской семье. С 8 лет начал работать.
В 13 лет отправился на заработки в Ригу, где с 1898 года работал рассыльным в лавке колониальных товаров, а затем в магазине А. Фогта. В это время он начал посещать Воскресную школу Императрицы Екатерины II при Рижском Городском Училище, где познакомился социал-демократическими идеями, которым были привержены многие преподаватели. По окончании этого учебного заведения Свикке получил диплом народного учителя.
В 1900 году Свикке сдал экзамены на подмастерье кулинара и был отправлен на стажировку в Германию. По возвращении в 1904 году он вступил в Латвийскую социал-демократическую партию. Начал работать народным учителем, однако был уволен с должности за политическую агитацию среди молодёжи.

### Революционная борьба
Активно участвовал в революции 1905 года в Латвии, после чего вынужден был скрываться в Германии, где продолжил образование в Митвейде, в заводском техникуме, где получил квалификацию специалиста по центральному отоплению.
В 1908 году Свикке вернулся в Ригу и устроил на работу управляющим делами Коммерческого училища Р. Р. Мурмана.
С 1910 по 1912 год он работает на заводе «Проводник» в должности старшего писаря расчётной конторы, затем, до эвакуации промышленности из Лифляндии с началом Первой мировой войны — в Техническом бюро инженера А. И. Банкина в качестве техника по центральному отоплению.
В 1916 году Свикке поступил на общественно-юридический факультет Московского народного университета им. А. Л. Шанявского и параллельно работает старшим бухгалтером автомобильного отдела Всероссийского земского союза.
В своей автобиографии Свикке указал, что 15 декабря 1916 года он был арестован Московским охранным отделением за политическую деятельность и выслан в Иркутскую губернию за агитацию против войны и по подозрению в организации предполагаемой к выпуску рабочей газеты антиправительственного содержания.
После Февральской революции Свикке вернулся в Ригу и подключился к политической деятельности. В июле 1917 года его избрали членом Президиума исполкома Курляндского временного земского совета, в августе назначили комиссаром Рижской народной милиции.
20 мая 1918 года Свикке назначили заведовать осведомительным отделом Средне-Сибирского окружного комиссариата по военным делам и одновременно с 9 июня по 20 июля 1918 года он был членом Высшей военной инспекции.
С 10 июля 1918 года Свикке поручают типографию штаба Уральского военного округа, где он выпускает газету Уральской секции латышских большевиков «Uz priekšu! („Вперед!“)».

### Расстрел царской семьи
По воспоминаниям латвийской журналистки Светланы Ильичёвой, неоднократно общавшейся со Свикке, он гордился тем, что участвовал в расстреле царской семьи и никогда не высказывал сомнений по поводу этого дела.
Впервые об участии латышей в экзекуции было написано в 1925 году в книге следователя Н. А. Соколова, который вёл расследование этого преступления с февраля 1919 года по приказу адмирала Колчака.
Сам Свикке составил список людей, служивших под его началом и якобы осуществивших расстрел.
«Список товарищей, работавших под моим руководством в Свердловске:
1. Цельмс Ян Мартынович — командир отряда внутренней охраны.
2. Каякс Янис — взводный.
3. Свикке Ян Мартынович.
4. Круминьш Николай Петрович.
5. Круминьш Карл Бертович.
6. Озолиньш Эдуард — заместитель Цельмса.
7. Сирупс Эдуард Францевич.
8. Юровский Яков Михайлович — комендант дома Ипатьева.
9. Никулин Григорий Петрович — заместитель Юровского.
10. Цинит Петр Петрович — секретарь комиссара Свикке.
11. Пратниэк Карл.
12. Кованов Михаил Михайлович — бывший шифровальщик и казначей.
13. Рубенис Эдвин Альфредович».

Свикке утверждал, что именно эти люди и расстреляли Романовых. Однако на деле охрана дома Ипатьева, где содержались Романовы, была заменена на латышских стрелков 4 июля 1918 года. Во внутреннюю охрану пришли Е. К. Каякс, Я. М. Целмс, Ф. Г. Индриксон, Я. М. Свикке и К. Б. Крумин (Круминьш). Алиби по поводу неучастия в расстреле есть только у двоих. Янис Свикке в ночь с с 16 на 17 июля 1918 года дежурил на телефоне на втором этаже Ипатьевского дома и лишь наблюдал, как после приглашения спуститься в подвал Николай Александрович Романов снёс вниз на руках сына Алексея, а за ним проследовали жена и дочери с подушками, так как им объявили, что им придётся провести ночь в подвале, спасаясь от бомбёжек. А Фрицис Индриксон был отстранён от службы комендантом дома Я. Юровским, которому не понравилось, что тот общается с царским камердинером Алоизом Труппом по-латышски.

## Легенды Свикке
Свикке отметился в истории рядом легенд, придуманных им для того, чтобы лишний раз подчеркнуть свою близость к пролетарским идеалам и личную связь с пролетарскими лидерами. Так, он пишет, что якобы в 1907 году был делегатом Штутгартского конгресса II Интернационала от латышских социал-демократов, и там впервые встретился с В. И. Лениным.
Свикке указывал, что 17 апреля 1918 года, в ходе одной из его служебных поездок в Москву, его приглашали в Кремль к председателю ВЦИК Советов Я. М. Свердлову, сообщившему ему о том, что он командируется на Урал во главе Особого отряда латышских стрелков (ранее входивших в состав 6-го Тукумского Латышского стрелкового полка) для помощи в организации создаваемых там регулярных частей Красной Армии. А затем Свикке якобы встретился с В. И. Лениным, вручившим ему Удостоверение ЦК РКП(б), заверенное личной подписью, со словами: «…я вручаю его вам как военному комиссару и надеюсь, что направляя вас на чехословацкий фронт с отрядом особого назначения из латышских товарищей, вы сумеете с ним оправдать то доверие, которое латышские товарищи завоевали в роковые октябрьские дни в Питере. (…) Вы назначены, — говорил Ильич, — военным комиссаром и начальником Осведомительного отдела при командующем 3А, которому поручено вести борьбу на чехословацком фронте при помощи самого надежного отряда латышей в лице 6 полка».
На деле на момент описываемых встреч 3-й Армии Восточного фронта ещё не существовало, совмещение должности начальника и комиссара в одном лице было невозможно, а так называемый «чехословацкий фронт» (на деле Северо-Урало-Сибирский) был образован только лишь 14 июня 1918 года в ответ на чехословацкий мятеж 25 мая 1918 года.

## Воспоминания
«У меня осталось гнетущее впечатление от этого человека. Во-первых, тик у него какой-то был, отчего он, когда разговаривал, язык беспрерывно высовывал. Как он с таким дефектом позже лекции читал в Латвийском университете, профессором которого числился — не представляю. Во-вторых, неуютно было мне в этих гостях — злоба какая-то от хозяина исходила…» Жанис Целмс, сын сослуживца Свикке по Екатеринбургу, кинооператор.